# David Archuleta
David James Archuleta (28 de dezembro de 1990, em Miami) é um cantor e compositor norte-americano. Em maio de 2008 conquistou o segundo lugar da sétima temporada do reality show americano American Idol, ao receber 44% de mais de 97 milhões de votos na final contra David Cook. Seu primeiro single, "Crush", foi lançado em agosto de 2008; seu álbum de estreia foi lançado nos Estados Unidos no dia 11 de novembro de 2008.

## Biografia

### Início
David James Mayorga Archuleta nasceu em Miami, Flórida. É filho de James Jeffrey Archuleta e Lupe Marie Mayorga, uma hondurenha, cantora e dançarina de salsa. Ele tem três irmãos mais novos, Amber, Daniel e Jazzy, e uma irmã mais velha, Claudia, sendo 3 mulheres e 1 homem. No momento David, se encontra solteiro. Ele é descendente de bascos, latinos e irlandeses. David também é fluente em espanhol. Morou em Miami até os seis anos de idade, quando se mudou com sua família, para a cidade de Murray em Utah, no ano de 1997. Quando tinha treze anos, sua família se mudou para a região de Salt Lake City, Utah, e mora atualmente na cidade de Murray. David Archuleta é membro de A Igreja de Jesus Cristo dos Santos dos Últimos Dias.
Archuleta começou a cantar aos seis anos, inspirado por um vídeo da peça Les Misérables. Começou a fazer apresentações aos 10 anos de idade, quando participou do show de talentos de Utah cantando "I Will Always Love You", de Dolly Parton.
Em 2003, foi vencedor do programa de televisão Star Search, na categoria Junior Singer (para cantores mirins).
Em 2009, David fez uma pequena participação em iCarly, no episódio "Acabando com a Votação". No mesmo ano, também participou de Hannah Montana, no episódio "Baile de Primavera".

### 2008-2009:American IdoleDavid Archuleta
No dia 20 de maio de 2008, conquistou o segundo posto na sétima edição do programa American Idol. Com dezessete anos, era o mais novo entre os doze finalistas.
Suas apresentações foram:
| Semana    | Tema                                                                         | Música(s)                                                    | Artista original                          |
| --------- | ---------------------------------------------------------------------------- | ------------------------------------------------------------ | ----------------------------------------- |
| Audição   | N/A                                                                          | "Waiting on the World to Change"                             | John Mayer                                |
| Hollywood | N/A                                                                          | "Crazy"                                                      | Gnarls Barkley                            |
| Top 50    | N/A                                                                          | "Heaven"                                                     | Bryan Adams                               |
| Top 24    | Anos 1960                                                                    | "Shop Around"                                                | The Miracles                              |
| Top 20    | Anos 1970                                                                    | "Imagine"                                                    | John Lennon                               |
| Top 16    | Anos 1980                                                                    | "Another Day in Paradise"                                    | Phil Collins                              |
| Top 12    | Lennon/McCartney                                                             | "We Can Work It Out"                                         | The Beatles                               |
| Top 11    | The Beatles                                                                  | "The Long and Winding Road"                                  | The Beatles                               |
| Top 10    | Música do ano do aniversário do concorrente (1990)                           | "You're the Voice"                                           | John Farnham                              |
| Top 9     | Músicas de Dolly Parton (mentor: Dolly Parton)                               | "Smoky Mountain Memories"                                    | Dolly Parton                              |
| Top 8     | Música Inspiradora                                                           | "Angels"                                                     | Robbie Williams                           |
| Top 7     | Músicas de Mariah Carey (mentor: Mariah Carey)                               | "When You Believe"                                           | Mariah Carey & Whitney Houston            |
| Top 6     | Músicas de Andrew Lloyd Webber (mentor: Andrew Lloyd Webber)                 | "Think of Me"                                                | O Fantasma da Ópera                       |
| Top 5     | Músicas de Neil Diamond (mentor: Neil Diamond)                               | "Sweet Caroline" "America"                                   | Neil Diamond                              |
| Top 4     | Músicas do Rock and Roll Hall of Fame                                        | "Stand by Me / Beautiful Girls" Love Me Tender"              | Ben E. King / Sean Kingston Elvis Presley |
| Top 3     | Escolha dos Jurados (Paula Abdul) Escolha do Concorrente Escolha do Produtor | "And So It Goes" With You" "Longer"                          | Billy Joel Chris Brown Dan Fogelberg      |
| Finale    | Escolha de Clive Davis Nova Música Escolha do Concorrente                    | "Don't Let the Sun Go Down on Me" "In This Moment" "Imagine" | Elton John David Archuleta John Lennon    |

Em agosto de 2008, foi indicado para a categoria Most Fanatic Fans (que elege os fãs mais fanáticos) do Teen Choice Awards de 2008. Desbancou nomes como Britney Spears, Jonas Brothers e Jesse McCartney. Ainda em Agosto, lançou seu primeiro single, "Crush", que estreou em segundo lugar na Billboard Hot 100, vendendo 183.000 cópias em seu primeira semana. No mês seguinte, o videoclipe da música foi lançado.
Em novembro de 2008, foi lançado seu primeiro álbum, que recebeu seu nome: David Archuleta. Mais de 750.000 cópias do álbum foram vendidas nos Estados Unidos e 900.000 mundialmente.
No dia 24 de junho de 2009, fez uma participação especial na série Hannah Montana, cantando junto com a atriz Miley Cyrus a canção I Wanna Know You. Também participou de um episódio da série iCarly da Nickelodeon. David também fez uma participação na versão latina de "We Are the World", chamada "Somos el Mundo". Além disso, ele abriu os shows da Summer Tour 2009, da cantora Demi Lovato.

## Voz
David Archuleta é classificado vocalmente como Tenor. Tem o registro vocal do A2 ao E5.
- Notas mais graves: A2 cantando Everybody Wants to Rule the World (cover) de Tears For Fears. C3 cantando When You Believe (cover) de Mariah Carey e Whitney Houston. C3 cantando o Hino Nacional dos EUA. D3 cantando Works For Me.
- Notas mais agudas em voz de peito: Eb5 cantando Everything and More. C#5 cantando Stand By Me (cover) de Ben E. King. C#5 cantando Smoky Mountain Memories (cover) de Dolly Parton. C5 cantando A Little To Not Over You. C5 cantando Apologize (cover) da banda OneRepublic. B4 cantando Angels (cover) de Robbie Williams.
- Notas mais agudas em falsete: E5 cantando o dueto de Mariah Carey e Whitney Houston, When You Believe. D#5 cantando A Little To Not Over You. C#5 cantando Touch My Hands. B4 cantando Crazy (cover) de Gnarls Barkley.
- Notas mais longas: 11 segundos cantando When You Say You Love Me (cover) de Josh Groban. 9 segundos cantando My Country 'tis Of Thee / America The Beautiful. 9 segundos cantando Shop Around (cover) de The Miracles. 9 segundos cantando o Hino Nacional dos EUA.

## Discografia

### Álbuns de estúdio
- David Archuleta (2008)
- Christmas From The Heart (2009)
- The Other Side of Down (2010)
- Forevermore (2012)
- BEGIN. (2012)
- No Matter How Far (2013)
- Postcards in the Sky (2017)
- Winter in the Air (2018)

### EPs
- David Archuleta: American Idol (2009)
- AOL Sessions 2008 (2009)
- Fan Pack (2009)

## Tours

### Como ato principal
- American Idols LIVE! Tour 2008 (2008)
- David Archuleta Live In Concert (2009)
- Christmas from the Heart Tour (2009)
- The Other Side of Down Asian Tour (2011)

### Como ato de apoio
- Demi Lovato Summer Tour 2009 (2009)

## Prêmios e Nomeações
| Ano  | Premiação             | Categoria do Prêmio            | Resultados               |
| ---- | --------------------- | ------------------------------ | ------------------------ |
| 2008 | Teen Choice Awards    | Most Fanatic Fans              | Venceu                   |
| 2008 | Teen Choice Awards    | Best Smile (Post Show)         | Venceu                   |
| 2009 | Teen Choice Awards    | Breakout Artist                | Venceu                   |
| 2009 | Teen Choice Awards    | Music: Love Song (for "Crush") | Venceu                   |
| 2009 | Teen Choice Awards    | Music Tour                     | Venceu (com Demi Lovato) |
| 2009 | Alma Awards           | Music Rising Star              | Venceu                   |
| 2010 | Teen Choice Awards    | Fanatic Fans                   | Indicado                 |
| 2010 | Teen Choice Awards    | American Idol Album            | Venceu                   |
| 2010 | J-14 Teen Icon Awards | Iconic Fan Favorite            | Venceu                   |
| 2010 | J-14 Teen Icon Awards | Iconic Tweeter                 | Indicado                 |
| 2011 | Barkada Choice Awards | Teen Icon                      | Venceu                   |